# Oceanien (1984)
Denne artikel omhandler den fiktive stat i George Orwells roman "1984", for verdensdelen se Oceanien
Oceanien er en af de tre superstater i George Orwells roman 1984 (originaltitel Nineteen Eighty-Four). 
Det består af det amerikanske kontinent, de britiske øer, Australien, New Zealand, Papua Ny Guinea og den sydlige del af Afrika. Det omfatter også – i forskellig grad på forskellige tidspunkter i løbet af den evige krig med de to andre superstater Eurasien og Østasien – polarområderne, Indien og Stillehavsøerne.
Oceanien erobrer nu og da resten af Afrika men bliver senere trængt tilbage af Eurasien. Oceanien har ikke nogen egentlig hovedstad men dog tilsyneladende regionale hovedsteder, som f.eks. London i Storbritannien, der i romanen kaldes Luftbasis 1.
Det herskende politiske doktrin i Oceanien er Engsoc, der står for "Engelsk Socialisme", og som i sidste ende går ud på den rene udøvelse af magt. Den nominelle leder er Store Broder, en abstrakt personifikation skabt af staten som får æren for alle dyder, magt, succes og resultater, som Engsoc har opnået. Denne førerkult opretholdes ved, at Store Broder er den, man retter sin kærlighed, frygt og hengivenhed imod – følelser, der er lettere at nære for en person end for en organisation.
Hovedsprogene i Oceanien er engelsk, kaldet Gammelsprog og en minimalistisk og omstruktureret afart, kaldet Nysprog. 
Samfundet i Oceanien er skarpt opdelt i tre grupper: det lille magtbegærlige Inderparti, det noget større og yderst indoktrinerede Yderparti og en meget stor gruppe, Proletarerne, der er uvidende og ikke-tænkende. Bortset fra sjældne lejligheder, som f.eks. Hadets Uge, befinder proletarerne sig helt uden for det politiske liv i Oceanien.

Denne artikel er en oversættelse af artiklen Oceania på den engelske Wikipedia. Oversættelsen tager i sin sprogbrug desuden udgangspunkt i den danske udgave af 1984 (Gyldendals Tranebøger 1973), oversat af Paul Monrad.